# كوشكنار
كوشكنار هي مدينة في مقاطعة بارسيان، إيران. عدد سكان هذه المدينة هو 3,260 في سنة 2016.